# Allosterie

Voorbeeld van allosterie: Wisseling tussen de T- en R-vorm van hemoglobine.

Allosterie stamt van het Griekse ἄλλως allos (anders) en στερεός stereós (plaats), hetgeen dus "op andere plaats" betekent, heeft betrekking op de proteïnefunctie en is afkomstig uit de biochemie.
Allosterische regulatie is de regulatie van een enzym of een ander proteïne door binding aan een effectormolecuul bij de allosterische zijde van het proteïne, hetgeen een andere zijde is dan de actieve zijde van het proteïne. Een effector is een molecuul dat zich aan een proteïne bindt en daarbij de activiteit van het proteïne beïnvloedt. Effectoren die de activiteit van het proteïne verhogen worden allosterische activatoren (allosterische agonisten) genoemd, terwijl degenen die deze verminderen allosterische onderdrukkers (allosterische antagonisten) heten.
Allosterie omvat de verandering van de ruimtelijke structuur, waardoor de werking van het actieve centrum beïnvloed wordt. Vele auteurs denken dat voor het allosterisch effect in ieder geval een coöperatieve samenwerking tussen de afzonderlijke eenheden van een (oligomeer) proteïne noodzakelijk is.
Hemoglobine is een voorbeeld van een allosterisch proteïne, waarbij de bindingssterkte van de zuurstof door een aantal effectoren wordt beïnvloed.